# Stazione di Oriago
Stazione di Oriago vasútállomás Olaszországban, Veneto régióban, Mira településen.

## Vasútvonalak
Az állomást az alábbi vasútvonalak érintik:
- Adria–Mestre-vasútvonal

## Kapcsolódó állomások
A vasútállomáshoz az alábbi állomások vannak a legközelebb: 
- Stazione di Mira Buse (Stazione di Adria, Adria–Mestre-vasútvonal)
- Stazione di Venezia Mestre Porta Ovest (Stazione di Venezia Mestre, Adria–Mestre-vasútvonal)